# Onze-Lieve-Vrouw-Onbevlekt-Ontvangenkerk (Verviers)

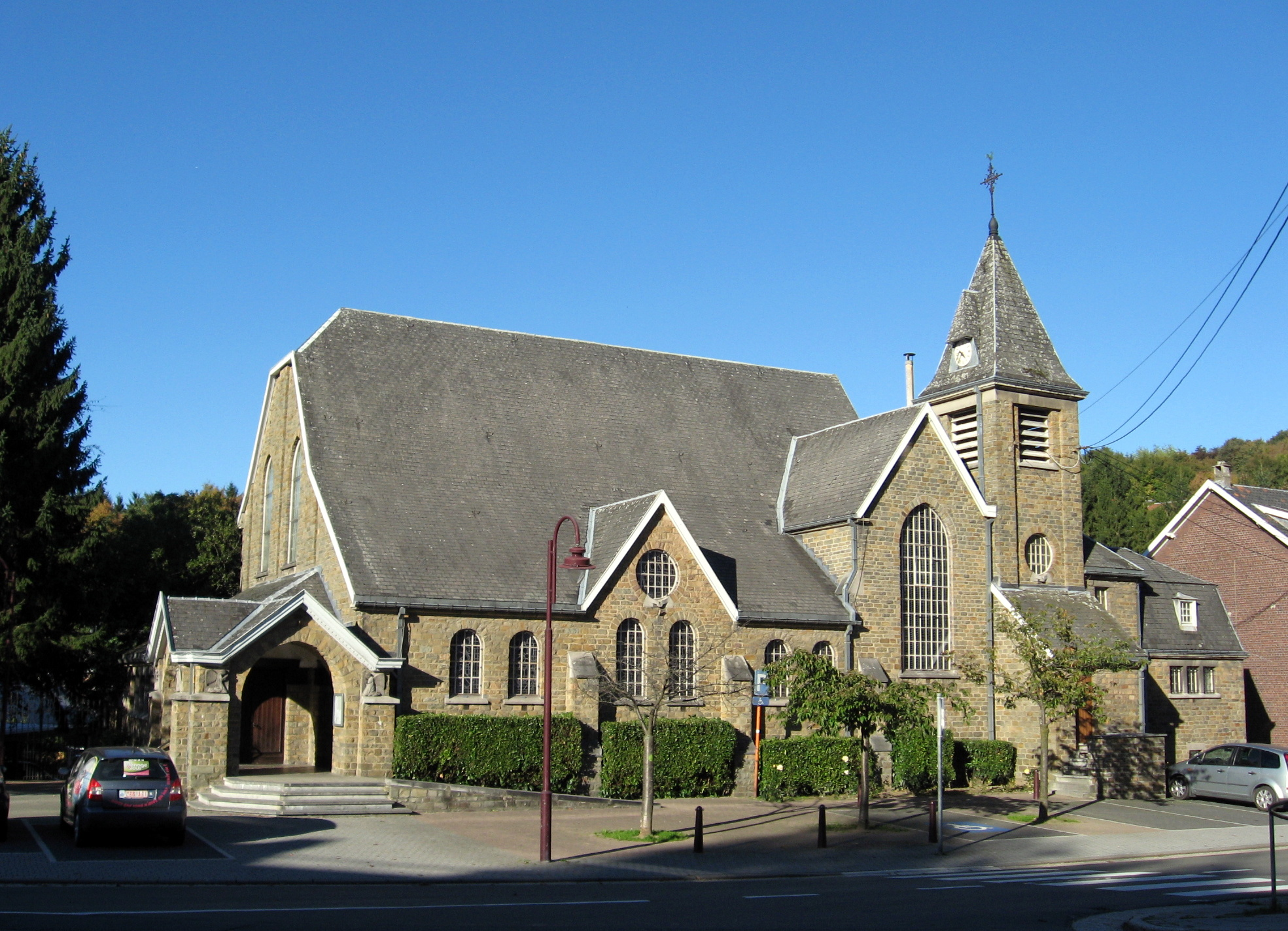
Onze-Lieve-Vrouw-Onbevlekt-Ontvangenkerk

De Onze-Lieve-Vrouw-Onbevlekt-Ontvangenkerk (Église de l'Immaculée Conception) is een kerkgebouw in het stadsdeel Heusy van de Belgische stad Verviers, gelegen aan de Rue de Jalhay in de wijk Mangombroux.

## Geschiedenis
Midden 17e eeuw kwamen zich in Mangombroux een drietal recollecten vestigen, welke onderwijs in het Waals gaven, wat zeer gewild was. Twee van de drie stierven in 1668 binnen een week aan een epidemie.
In 1909 werd een kapel gebouwd, gewijd aan de Onbevlekte Ontvangenis van Maria en gelegen aan de huidige Avenue Reine Astrid 254. De bouw van de huidige kerk werd begonnen in 1924 en deze werd ingezegend in 1926. In 1927 werd ze verheven tot parochiekerk.

## Gebouw
Het betreft een kerkje, gebouwd in zandsteen- en kalksteenblokken en gedekt door een wolfsdak, met naastgebouwde toren, voorzien van een tentdak.
De kerk bezit een eiken biechtstoel van midden 18e eeuw, in Lodewijk XV-stijl.